# 알무트 슐트
알무트 슐트(독일어: Almuth Schult, 1991년 2월 9일 ~ )는 독일의 여자 축구 선수이다. 포지션은 골키퍼이며, 현재 독일 프라우엔-분데스리가의 VfL 볼프스부르크에서 활동하고 있다.

## 클럽 경력
5세 시절에 니더작센주 다넨베르크를 연고로 하는 축구 클럽인 FC SG 가르토프에서 선수 생활을 시작했으며 2007년에 함부르크 SV에 입단했다. 2008년에는 독일의 3부 여자 축구 리그인 레기오날리가에 소속되어 있던 마그데부르크 FFC로 이적했고 2011년에는 프라우엔-분데스리가에 소속되어 있던 SC 07 바트노이에나어로 이적했다. 2013년에는 VfL 볼프스부르크로 이적했다.

## 국가대표 경력
뉴질랜드에서 개최된 2008년 FIFA U-17 여자 월드컵에서 참가하여 2경기에 출전했으며 독일은 해당 대회에서 3위를 차지했다. 독일에서 개최된 2010년 FIFA U-20 여자 월드컵에서는 독일 여자 U-20 축구 국가 대표팀의 주전 골키퍼로 기용되었고 독일의 우승에 기여했다.
2012년 2월 15일에 열린 터키와의 UEFA 여자 유로 2013 예선 경기에 처음 출전하면서 독일 여자 축구 국가대표팀 선수로 데뷔했다. 독일에서 개최된 2011년 FIFA 여자 월드컵, 스웨덴에서 개최된 UEFA 여자 유로 2013, 캐나다에서 개최된 2015년 FIFA 여자 월드컵에 참가한 독일 여자 축구 국가대표팀 명단에 이름을 올렸지만 본선에서는 나딘 앙거러 골키퍼에게 밀려 기용되지 않았다.
나딘 앙거러가 2015년 FIFA 여자 월드컵을 끝으로 은퇴한 이후부터 독일 여자 축구 국가대표팀의 주전 골키퍼로 활약했다. 2016년 리우데자네이루 하계 올림픽에서는 독일의 올림픽 여자 축구 금메달에 기여했다.

## 수상

### 클럽
'VfL 볼프스부르크
- 프라우엔-분데스리가 4회 우승 (2013-14, 2016-17, 2017-18, 2018-19)
- 여자 DFB-포칼 5회 우승 (2014-15, 2015-16, 2016-17, 2017-18, 2018-19)
- UEFA 여자 챔피언스리그 1회 우승 (2013-14)

### 국가대표
- 2008년 FIFA U-17 여자 월드컵 3위
- 2010년 FIFA U-20 여자 월드컵 우승
- 2012년 알가르브컵 우승
- UEFA 여자 유로 2013 우승
- 2014년 알가르브컵 우승
- 2016년 리우데자네이루 하계 올림픽 여자 축구 금메달